# Taşoluk, Göksun
Taşoluk là một thị trấn thuộc huyện Göksun, tỉnh Kahramanmaraş, Thổ Nhĩ Kỳ. Dân số thời điểm năm 2010 là 1.364 người.